# Bitzen
Bitzen település Németországban, Rajna-vidék-Pfalz tartományban. Lakosainak száma 767 fő (2023. december 31.).

## Népesség
A település népességének változása:
| Lakosok száma | 731  | 708  | 714  | 745  | 752  | 767  |
|               | 1975 | 2017 | 2019 | 2021 | 2022 | 2023 |